# Eotheroides
Eotheroides Trouessart, 1905 è un genere estinto di mammiferi, antenato dei Sirenii e vissuto nel periodo Eocene, circa 40 milioni di anni fa.
L'animale, contemporaneo di specie più primitive come Prorastomus e Pezosiren, è considerato uno dei più antichi esemplari riconducibili chiaramente sulla linea che ha portato ai moderni Sirenii, assieme a forme come Sirenavus, Eosiren e Prototherium. Il genere Eotheroides è stato classificato da Palmer nel 1899, sostituendo il precedente nome Eotherium datogli da Owen nel 1875 e, per alcuni studiosi, tuttora in vigore limitato alla specie E. majus.

## Descrizione
Il primo esemplare di Eotheroides è stato trovato in Egitto nel famoso sito di El Fayum e presenta un muso leggermente curvato con piccole zanne ed una mandibola con la formula dentale ancora primitiva (cioè completa di incisivi, canini, molari e premolari senza nessuna particolare specializzazione dovuta a qualche particolare tipo di alimentazione).
La specie E. majus presenta un bacino con un buco chiuso detto "oblurator" e un pieno cotile, suggerendo che l'osso funzionale della coscia e del femore era ancora conservato. 
Recentemente nel sito di Kachchh in India è stato portato alla luce un fossile di una mascella inferiore completa di denti attribuita alla nuova specie E. babiae. Il sito in questione si è rivelato ricco di fossili di altri Sirenii quali Protosiren, Eosiren e il più recente Bharatisiren.

## Tassonomia
- Eotheroides aegyptiacum (Owen, 1875)
- Eotheroides babiae (Bajpa et al., 2006)
- Eotheroides majus (Zdansky, 1938)

Altre specie che hanno ricevuto una denominazione sono E. clavigerum e E. sandersi dall'Egitto, e E. waghapadarensis, dall'India.
E. majus era basato su un singolo molare superiore, non catalogato e ora considerato perduto; è stato considerato come sinonimo di E. aegyptiacum.